# Velké Slovinsko

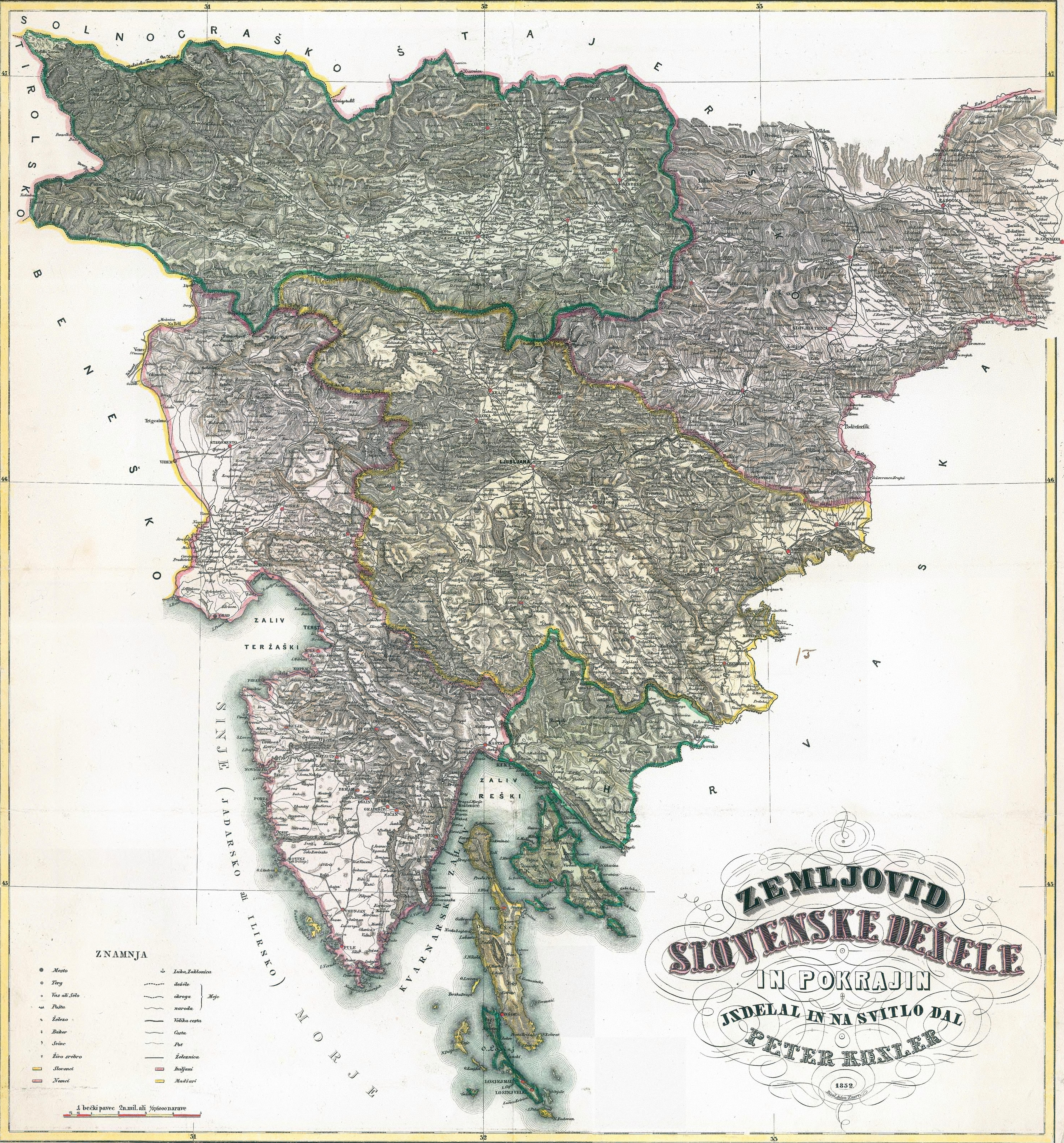
Kozlerova mapa zamýšleného slovinského území

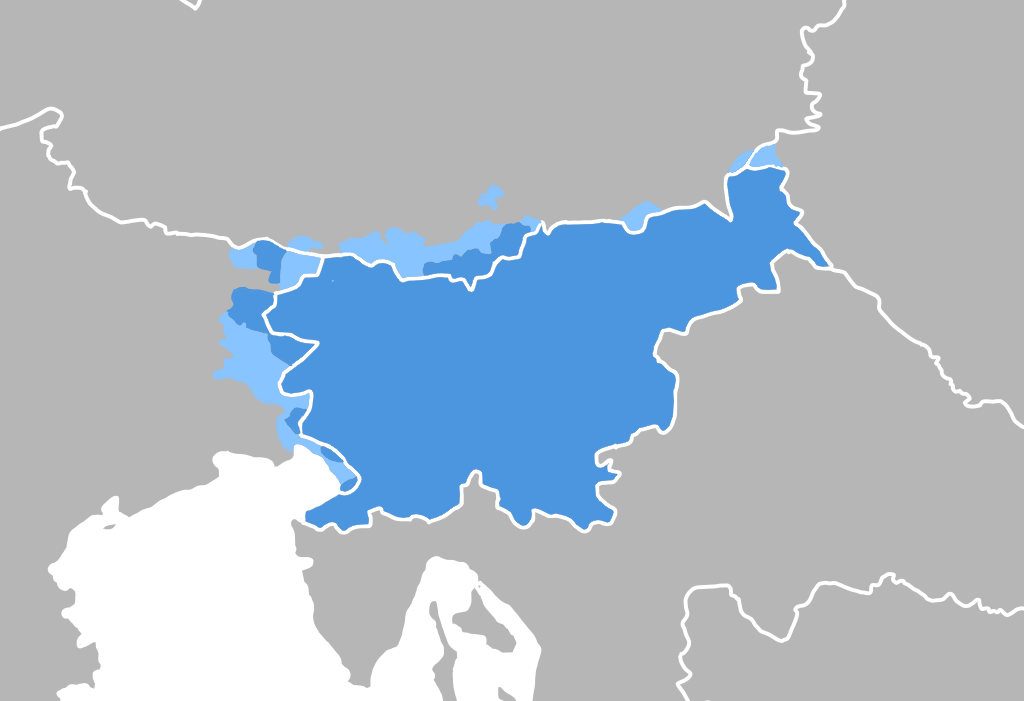
Rozšíření slovinštiny v 21. století

Jednotné Slovinsko nebo Sjednocené Slovinsko (slovinsky Zedinjena Slovenija nebo Združena Slovenija), přeneseně též Velké Slovinsko, je slovinský národovecký koncept z období revoluce v roce 1848 úzce spjatý se Slovinským národním obrozením.
Původní plán počítal se sjednocením všech Slovinci obývaných zemí do jednoho celku (království) v rámci Rakouského císařství a úředním zrovnoprávněním slovinštiny s němčinou na tomto území. Hnutí prosazující tuto ideu tedy neusilovalo o nezávislost Slovinska, ale pouze o jeho jednotu, samosprávu a autonomii. Rovněž zde rezonoval odmítavý, až nepřátelský postoj vůči Německému spolku. Ve slovinském vlasteneckém prostředí myšlenka přetrvávala do roku 1918, kdy se Slovinsko osamostatnilo jako součást Státu SHS. Krátce na to byla Rapallskou smlouvou potvrzena hranice, kterou byly oblasti Přímoří a Istrie s početným slovinským (a chorvatským) obyvatelstvem připojeny k Itálii. Dne 15. září 1947 bylo Přímoří připojeno ke Slovinsku. Tento den byl na památku této události později prohlášen slovinským státním svátkem (Připojení Přímoří k mateřskému státu).
Jedním z hlavních propagátorů Velkého Slovinska byl slovinský právník a politik německého původu Peter Kozler.
Myšlenka nebyla ve svém plném rozsahu nikdy naplněna.

## Nárokovaná území
Sjednocené Slovinsko mělo zahrnovat tato území tehdejšího Rakouska:
- Kraňsko
- Korutany
- Přímoří včetně severních kvarnerských ostrovů
- jižní Štýrsko
- východní okraj Benátska (přesněji Furlanska)
- Zámuří (části tehdejších uherských žup Vas a Zala)
- Rijeka se zázemím (západní část chorvatské župy Modruš-Fiume)

Na tomto území tvořili Slovinci značnou část obyvatelstva, ale ne všude se jednalo o většinu a v některých částech (např. většina Korutan) nežili vůbec. Pobřežní oblasti obývali převážně Italové a slovanské obyvatelstvo jižní části území (Istrie, Rijeka) bylo navíc spíše chorvatské.
Po prohrané prusko-rakouské válce (1866, ztráta Benátska) a rakousko-uherském vyrovnání (1867) se část nárokovaných území octla v Uherském království (resp. částečně v Chorvatsko-slavonském království) a v Itálii, naprostá většina zůstala ve vlastním Rakousku (Předlitavsku).

#### Skutečně získaná území
V rámci nově ustaveného Království Srbů, Chorvatů a Slovinců (později zvaného Jugoslávie) roku 1918 vzniklo poprvé Slovinsko jako zvláštní entita, ovšem zahrnovalo jen jižní Štýrsko (téměř v požadovaném rozsahu), velkou většinu Kraňska, většinu Zámuří a okrajové části Korutan (plebiscit uskutečněný v jihovýchodních Korutanech vyzněl pro Rakousko); nezískalo ani vlastní přístup k moři. Mnoho Slovinců zůstalo na území Julského Benátska získaném Itálií.
Po druhé světové válce došlo k rozšíření území Slovinska západním směrem na úkor Itálie – šlo o údolí Soče, zázemí Terstu (ale bez něj) a koridor k moři (přístavy Koper, Izola, Piran). Istrie, rovněž získaná na Itálii, byla v rámci Jugoslávie přiřčena Chorvatsku. 
V tomto rozsahu byla pak roku 1991 vyhlášena samostatná Slovinská republika.
Pozůstalá slovinská menšina v Rakousku a Itálii má lokálně garantována jazyková práva (dvojjazyčné cedule apod.). Naopak s Chorvatskem Slovinsko dosud vede pohraniční spor v pobřežní zóně.

#### Původně nárokovaná území mimo dnešní hranice Slovinska
- Istrie, Rijeka, ostrovy Krk, Prvić, Cres, Lošinj a Unije (Istrijská a převážná část Primorsko-goranské župy)
- Terst, východní okraj Furlanska (Gorica, Čedad), italská část Korutan (Tablja, Trbiž)
- část okresu Szentgotthárd
- Korutany a jižní pohraničí Štýrska